# Summer Rae
Danielle Louise Moinet (28 de noviembre de 1983) es una luchadora profesional, valet, modelo, actriz y exjugadora de fútbol americano estadounidense. Moinet es principalmente conocida por haber trabajado para la empresa WWE bajo el nombre de Summer Rae.
Antes de unirse a la WWE, Moinet jugó con los Chicago Bliss en la Lingerie Football League. Fue parte del elenco principal del reality show Total Divas en su segunda temporada y parte de la tercera temporada.

## Carrera en el fútbol americano
Moinet jugó para el equipo Chicago Bliss de la Lingerie Football League de 2008 a 2011. Jugó como cornerback y fue capitán del equipo. El 30 de junio del 2011, Moinet jugó en el partido All-Star LFL en el Copps Coliseum ubicado en Hamilton, Ontario, en Canadá el cual fue su último partido en la LFL. Ella era una de las dos jugadoras del Chicago Bliss durante ese juego.

## Carrera

### WWE

#### Florida Championship Wrestling (2011–2012)
En noviembre del 2011, se reportó que Moinet había firmado un contrato con WWE y fue asignada al territorio de desarrollo Florida Championship Wrestling. Moinet hizo su debut televisado el 18 de diciembre en un episodio de FCW, apareciendo junto a Abraham Washington durante una promo, y la siguiente semana apareció como mánager de Washington durante un a tag team match. Danielle también apareció como anunciadora del ring durante las emisiones de FCW. Cambiando su nombre en el ring a Summer Rae, se le prohibió intervenir durante un combate entre Seth Rollins y su "nuevo cliente" Brad Maddox por la debutante Paige El 5 de marzo en un episodio de FCW.
El 11 de marzo en un episodio de FCW, Rae se convirtió en la nueva gerente de FCW. El 15 de marzo en un episodio de FCW, Rae decidió desactivar la corona Queen of FCW, dejando a Raquel Díaz como última campeona. Rae hizo su debut en el ring el 6 de abril durante un show en vivo de FCW, donde perdió ante Sofia Cortez en un elimination triple threat match, en el cual también se involucró a Paige.

#### NXT (2012–2013)
Cuando la FCW se convirtió en NXT, debutó como anunciadora. Su primer combate en NXT fue el 27 de septiembre, junto a Audrey Marie derrotando a Emma y a Paige.
El 30 de enero, cambió a heel al atacar a Paige debido a que Rae estaba celosa de su popularidad. El 13 de febrero, Paige iterfirió en un combate atacando a Rae, pero sufrió una lesión en el hombro. Este hecho se explotó, haciendo que Rae se burlara de ella y la derrotó, acabando con su invicto. Finalmente, ambas se enfrentaron el 1 de mayo, donde Paige ganó a pesar de que rae la atacó antes del combate terminando su feudo contra paige, empezó a hacer tag teams con Sasha Banks teniendo algunos combates contra Paige y Emma, tuvo un tag team en donde la nueva diva de la NXT Charlotte hizo equipo con Bayley en donde Charlotte cambió a Heel donde atacó a bayley para ayudar a Summer y a Sasha a vencerlas esto provocó que Sasha, Charlotte y Summer hicieran un nuevo equipo llamado BFFs en donde Summer a veces era mánager de Banks o de la debutante Charlotte. Después de estar ausente en el show por 4 meses, Summer Rae volvió en el episodio del 5 de junio de NXT, distrayendo a Bayley y a su excompañera de equipo Charlotte pero aun así Charlotte logró llevarse la Victoria. Después de la lucha, las BFFs intentaron atacar a Bayley solo para ser ahuyentadas por Emma y Paige.
El 12 de junio en el episodio de NXT, Rae participó en un combate de six-Diva tag team pero su equipo BFFs perdió después de que Bayley le hiciera un pin a la nueva Campeona de mujeres de la NXT Charlotte. El 26 de junio en un episodio de NXT tuvo un combate contra la debutante Becky Lynch donde nuevamente volvió a perder. La siguiente Semana en NXT BFFs oficialmente rompió. En el episodio del 10 de julio en NXT Rae venció a Bayley convirtiéndose así en la contendiente #1 al Campeonato Femenino de NXT.
El 24 de julio en un episodio de NXT, fue derrotada por Charlotte en una lucha titular.

#### Bailarina de Fandango (2013–2014)

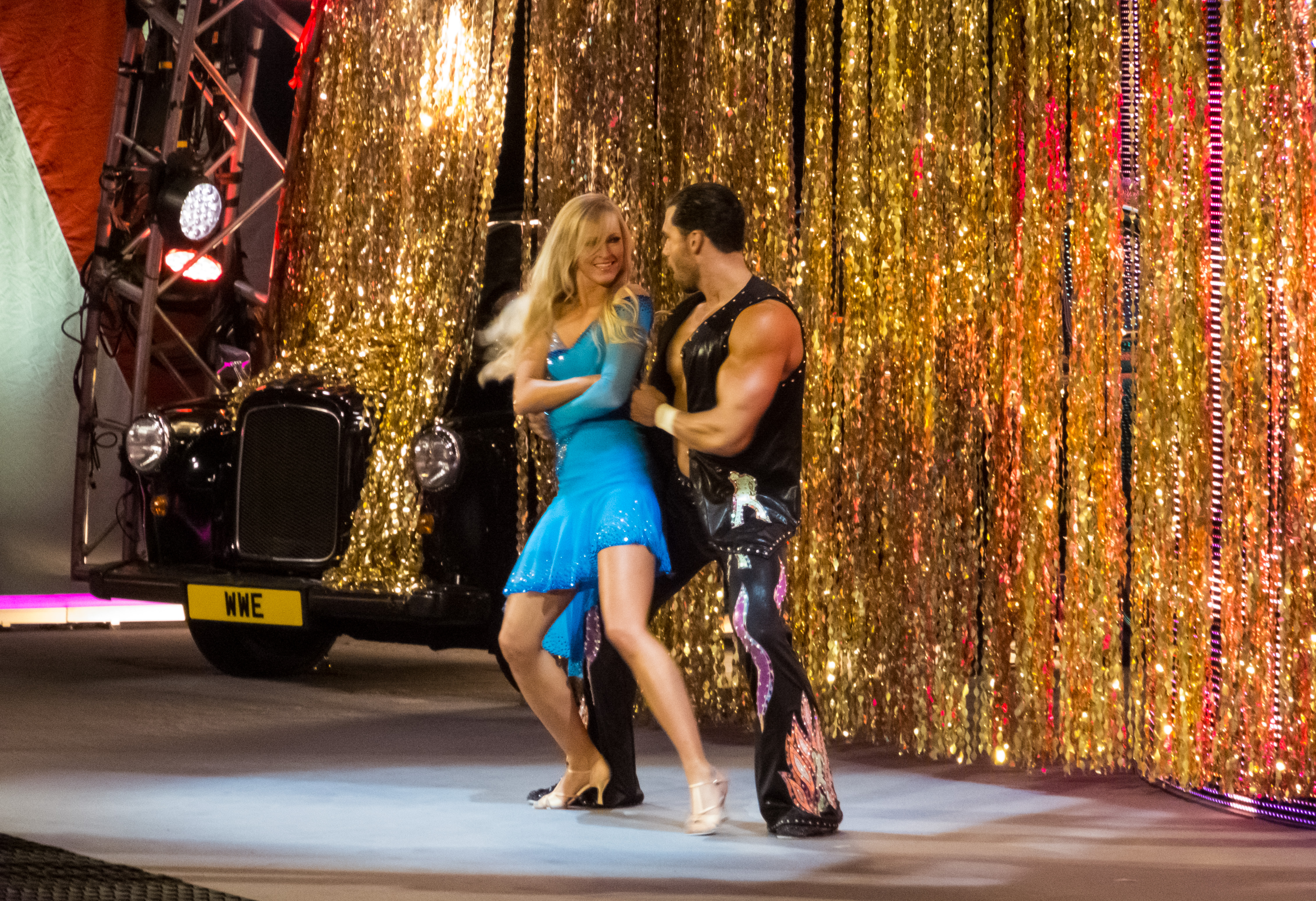
Fandango y Summer Rae.

Summer hizo su debut en la lista principal en el episodio de Raw del 22 de abril de 2013, Rae hizo su aparición como Heel siendo pareja de baile de Fandango, acompañándolo en todas sus luchas. Tras meses siendo solo la bailarina y mánager de Fandango, Summer tuvo su primer combate en el evento Hell in a Cell, donde ella y su compañero, lograron derrotar a The Great Khali y Natalya. Al día siguiente en Raw, tuvo lugar su primer combate individual, siendo derrotada por Natalya, con quien mantuvo una breve rivalidad que las llevó a enfrentarse en diversas ocasiones. En Survivor Series, Summer formó parte del Team True Divas junto a AJ Lee, Tamina, Rosa Mendes, Aksana, Kaitlyn y Alicia Fox, siendo derrotadas por el Team Total Divas (Nikki Bella, Brie Bella, Natalya, Eva Marie, Naomi, Cameron y JoJo). El 20 de diciembre de 2013 en WWE Superstars, Summer derrotó a Kaitlyn con un "Roll-up", obteniendo su primera victoria en una lucha individual.
El 17 de febrero, Summer fue atacada por la debutante, Emma, esto después de costarle la victoria a Santino Marella en su combate contra Fandango, iniciando en feudo entre las dos parejas. El 6 de abril, Rae tuvo su primer lucha en Wrestlemania (específicamente en WrestleMania XXX) compitiendo en una 14-Diva "Vickie Guerrero Invitational" match por el Campeonato de Divas de AJ Lee, sin embargo, no logró ganar.
El 8 de abril, Fandango anunció el fin de su asociación con Rae vía Twitter esto debido a que Summer estaría filmando una película para WWE Studios. Rae regresó el 19 de mayo en Raw, donde atacó a la nueva compañera de Fandango, Layla, antes de su lucha, iniciando una rivalidad con ella. En las semanas siguientes, Rae y Layla se atacaron mutuamente tras bastidores y en ringside durante las luchas de Fandango, llevándolas a enfrentarse en Money in the Bank con Fandango como el árbitro invitado especial, misma lucha donde Summer salió derrotada. 

#### Varias alianzas y salida (2014-2017)
En el episodio del 30 de junio de 2014 de Raw, le costó el combate a Fandango. En el episodio del 11 de julio de SmackDown, Rae y Layla iniciaron una alianza después de atacar a Fandango durante una lucha donde él tenía el rol de árbitro invitado. Una semana después en SmackDown perdieron su primer combate como equipo (denominándose a sí mismas como "The Slayers"). The Slayers ganaron su primer combate como equipo en el episodio del 2 de septiembre en WWE Main Event. En Survivor Series, Rae participó en una lucha de equipos por eliminación, siendo eliminada por Emma antes de que su equipo perdiera la lucha. En enero de 2015, The Slayers se disolvió silenciosamente cuando Layla se sometió a una cirugía.
Tras el lanzamiento de la primera película de Rae The Marine 4: Moving Target en abril, su coprotagonista The Miz le faltó al respeto y como resultado, Summer se alió con su enemigo, Damien Sandow. En el episodio del 20 de abril de Raw, Rae ayudó a Miz a ganar un combate contra Sandow, habiendo estado trabajando con Miz desde el principio.

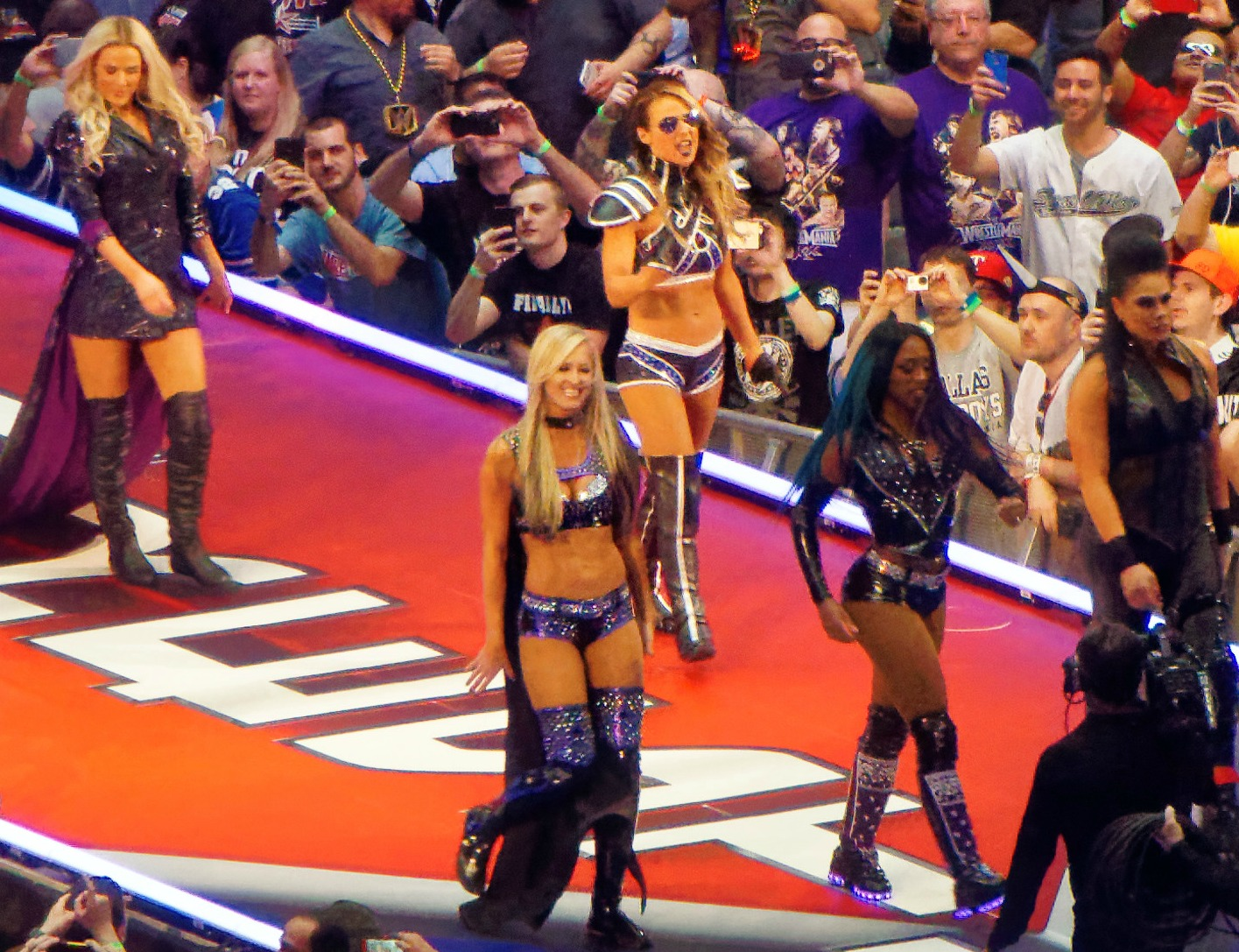
Danielle (frente a la izquierda), junto a sus compañeras del Team B.A.D. & Blonde, caminando hacia el ring antes de su combate en WrestleMania 32 en abril de 2016.

En junio, Rae se involucró en la rivalidad que Rusev mantenía con su ex-manager Lana y Ziggler, donde Summer ahora mantenía una relación con Rusev. Después de semanas de confrontación, Rusev se enfrentó a Ziggler en SummerSlam, que terminó en una doble cuenta fuera debido a la interferencia de Lana y Rae. En septiembre, Rae intentó sabotear a Ziggler y la relación de Lana, pero la historia fue descartada abruptamente. El segmento final fue después de que Rusev rechazara su propuesta de matrimonio,  donde se reveló que en la vida real, Rusev y Lana se habían comprometido y TMZ lo reveló a pesar de que era un secreto, lo que llevó a Rae a confrontar a Rusev y terminar su asociación en el episodio del 12 de octubre de Raw. Rae se vengó de Rusev en el siguiente episodio de SmackDown, cuando ella en su rol de árbitro invitada ayudó a Ziggler. En el episodio del 22 de octubre de SmackDown  durante un segmento de Miz TV, Summer Rae presentó al debutante Tyler Breeze como su "nuevo hombre" y posteriormente comenzó a dirigirlo como su mánager. Sin embargo a finales del 2015, Rae y Breeze anunciaron que amistosamente decidieron tomar caminos separados.
Rae volvió a la acción en el ring a mediados de febrero de 2016 compitiendo en varios partidos, donde salió derrotada. A finales de marzo, Rae se alió con el Team B.A.D & Blonde (Naomi, Tamina, Emma y Lana), lo que las llevó a enfrentarse sin éxito en una lucha por equipos en el kick-off de WrestleMania 32 al Team Total Divas (Brie Bella, Paige, Natalya, Alicia Fox y Eva Marie). El 19 de julio como resultado del regreso del WWE Draft, Summer Rae fue reclutada para la marca Raw. Sin embargo, nunca hizo ningún tipo de aparición debido a que cargaba con múltiples lesiones. Después de más de un año de inactividad, Danielle Moinet (Summer Rae) fue liberada oficialmente de su contrato con la WWE el 29 de octubre de 2017.

#### Apariciones esporádicas (2022)
El 7 de enero del 2022 después de una ausencia de cuatro años, Moinet, retomando su papel como Summer Rae, fue anunciada como unas de las estrellas especiales que compitieron en el Royal Rumble femenino el 29 de enero, haciendo una aparición especial en la siguiente edición de SmackDown como parte de la audiencia durante el combate entre Natalya y Aliyah. En dicho PPV, Summer entró como la #23 atacando directamente a Natalya, sin embargo, esta la eliminaría pocos segundos después.

### Circuito Independiente (2018)
Moinet fue confirmada para hacer su regreso al ring dos años después de su última lucha, la cual será contra Ivelisse Vélez, esta se celebrará el 25 de mayo para la BCW en Australia, en un torneo donde se corona a la primera campeona femenina de dicha empresa. Finalmente, su rival sería Arya Reign, perdiendo la lucha por Count Out.

## Otros Medios
Danielle ha hecho diversas apariciones en videojuegos de WWE, tales como:
| Año  | Juego                                 | Notas                                              | Marca |
| ---- | ------------------------------------- | -------------------------------------------------- | ----- |
| 2013 | WWE 2K14                              | Debut - como DLC.                                  | RAW   |
| 2014 | WWE 2K15 y WWE SuperCard (Season: 1). |                                                    | RAW   |
| 2015 | WWE 2K16 y WWE SuperCard (Season: 2). |                                                    | RAW   |
| 2016 | WWE 2K17 y WWE SuperCard (Season: 3). | Por Primera vez es cambiada de atuendo en la saga. | RAW   |
| 2017 | WWE 2K18                              |                                                    | RAW   |

En 2014, Rae fue parte del reparto para el reality show Total Divas, producido por WWE y E! durante las temporada 2 y 3 apareciendo solo a la mitad de esta. En 2015, Rae apareció en la película The Marine 4: Moving Target junto a The Miz.

## Filmografía
| Año  | Título                      | Rol          | Notas                                |
| ---- | --------------------------- | ------------ | ------------------------------------ |
| 2014 | Total Divas                 | Ella misma   | Reparto principal (Temporadas 2 y 3) |
| 2015 | The Marine 4: Moving Target | Rachel Dawes |                                      |

## Vida personal
Moinet asistió a la Universidad del Este de Carolina en Greenville, North Carolina donde era miembro de la fraternidad Alpha Delta Pi.

## Campeonatos y logros
- WrestleCrap
  - Gooker Award (2015) - Pelea con Rusev & Lana/Dolph Ziggler[58]

- Wrestling Observer Newsletter
  - Peor Lucha del año (2013) con AJ Lee, Aksana, Alicia Fox, Kaitlyn, Rosa Mendes & Tamina Snuka vs. Brie Bella, Cameron, Eva Marie, Jo Jo, Naomi, Natalya & Nikki Bella el 24 de noviembre[59]

## Premios y nominaciones
| Año  | Premio             | Categoría               | Recibido    | Resultado |
| ---- | ------------------ | ----------------------- | ----------- | --------- |
| 2014 | Shorty Awards      | Best of Social Media    | Ella misma  | Nominada  |
| 2014 | Teen Choice Awards | Choice TV: Reality Show | Total Divas | Nominada  |